# Edele Kruchow
Clara Edele Bengta Kruchow (født Langberg 22. oktober 1915 på Frederiksberg, død 4. september 1989 i Søllerød) var en dansk rektor og politiker fra Det Radikale Venstre. Hun var medlem af Folketinget fra 1971 til 1977. 

## Baggrund
Edele Kruchow var datter af grossist Hans Philip Edliot Langberg (1880-1927) og Kamma Hansen (1885-1956) og ældre søster til Harald Langberg og Gunnar Langberg. Efter farens død fortsatte moren med at drive sin virksomhed, hvilket betød, at familien levede under gode økonomiske forhold. Edele Kruchow tog studentereksamen fra Statens Kursus i 1936 og blev cand.mag. i historie, geografi og fransk fra Københavns Universitet i 1944. Hun blev ansat som timelærer, senere adjunkt på Holte Gymnasium (1947-1957) og Lyngby Statsskole (1957-1960). På den sidste var hun lektor fra 1958. Hun var derefter rektor ved Sortedam Gymnasium (1960-1979). Hun var også bestyrelsesmedlem i Historielærerforeningen (1949-1961) og Gymnasieskolernes Lærerforening (1953-1961) og var med til at udforme et forslag til et nyt skolesystem bestående af en syvårig grundskole og et femårigt gymnasium. Forslaget blev nedstemt af lærerforeningen, selvom den gruppe, der har lavet forslaget havde tæt kontakt til undervisningsminister Jørgen Jørgensen. Hun er forfatter til bogen Dansk Landbrugs Andelsbevægelse (1946) og var en af udgiverne af informationshæftet Danmark under 2. verdenskrig (1959). Hun var også medlem af Læseplansudvalget (1960-1961), som med skriftet Den blå betænkning bidrog til en ny udformning af undervisningen i landets skoler. I bogen Gymnasiastoprør? (1969) beskrev hun sine egne oplevelser af studenteroprøret fra 1968.

## Politisk karriere
Kruchow var engageret i især sociale og kvindespørgsmål. Hendes politiske engagement uden for skolens rammer begyndte i den humanitære hjælpeorganisation Mellemfolkeligt Samvirke. Hun blev derefter udnævnt som repræsentant for den danske FN-delegation i 1965 af Danske Kvinders Nationalråd (DKN), og efter hjemkomsten i 1967 blev hun formand for DKN, som dengang havde op mod en halv million medlemmer. Hun havde denne post indtil 1972. Hun var også medlem af Kvindekommissionen af 1965, som førte til oprettelsen af Ligestillingsrådet, samt UNESCOs danske nationalkommission, Dansk Flygtningehjælps forretningsudvalg og Danidas styrelse.
Kruchow var aktiv i Det Radikale Venstre og repræsenterede partiet i Søllerød byråd (1970-1986). Hun var folketingskandidat fra 1960, men blev først valgt i 1971. Hun var folketingsmedlem indtil 1977 og var også medlem af Europarådet (1975-1976), Europa-Parlamentet (1975-1977) og FN's generalforsamling (1974-1975).